# مصطفی حاجی عبدی‌نور
مصطفی حاجی عبدی نور روزنامه‌نگار و خبرنگار رادیویی اهل سومالی است. او در سال ۲۰۰۹ جایزه بین‌المللی آزادی مطبوعات CPJ را از سوی کمیته حمایت از خبرنگاران دریافت کرد.

## اوایل زندگی و تحصیل
عبدی نور در سال ۱۹۸۱ در یک خانواده کارگر، در شهر بایدوآ، شهر کوچکی در جنوب غربی موگادیشو به دنیا آمد. پدرش که کارمند دولت بود، در سال ۱۹۸۷، سه سال قبل از شروع جنگ داخلی سومالی، به عربستان سعودی نقل مکان کرد. چندین سال پس از فروپاشی رژیم نظامی سومالی، خانواده عبدی نور به موگادیشو نقل مکان کردند. عبدی نور تحصیلات دبیرستان خود را در آنجا به پایان رساند. در سال ۱۹۹۵، او به بایدوآ بازگشت و در آنجا به آموزش زبان انگلیسی پرداخت.

## حرفه

### در بایدوآ
عبدی نور شروع به تدریس زبان انگلیسی در بایدوآ، در همان مؤسسه آموزشی ای که در آن تحصیل کرده بود، کرد. زمانی که به عنوان معلم کار می‌کرد، برای کار به عنوان تهیه‌کننده برنامه برای رادیو بایدوا، یک ایستگاه کوچک رادیویی در بایدوا، درخواست داد. او امتحان را با موفقیت پشت سر گذاشت و برای ترجمه بولتن‌های خبری جهان و مستندهای پخش شده از شبکه‌های خبری بین‌المللی استخدام شد. بعد چند ماهی، او شروع به تولید برنامه‌هایی با موضوعاتی از جمله کشاورزی، دامداری و بحران‌های بشردوستانه کرد. عبدی نور همچنین به عنوان گوینده اخبار و گزارشگر تحقیقی برای رادیو بایدوا شروع به کار کرد و در یک مؤسسه تحصیلی خصوصی در بیدوآ به تحصیل روزنامه‌نگاری پرداخت. عبدی نور در سال ۲۰۰۱ پس از درگیری بین شبه نظامیان قبیله ای حامی جنگ سالاران محلی در بیدوآ و ایجاد اختلال در کار او، مجبور به نقل مکان به موگادیشو شد. شبه نظامیان مسلح ساختمان رادیو بایدوا را تحت کنترل گرفتند، ایستگاه را بستند و به عبدی نور دستور دادند که آنجا را ترک کند.

### در موگادیشو
عبدی نور در موگادیشو به تحصیل در زمینه فناوری اطلاعات و رسانه ادامه داد. در سال ۲۰۰۲، او به اولین شبکه رادیویی و تلویزیونی سومالی (STN) که توسط بازرگانان سومالیایی پس از جنگ داخلی راه اندازی شده بود، شروع به کار کرد. او شروع به تولید برنامه‌های تجاری کرد و بعداً گوینده اخبار در STN شد.
او در دوران کارش با شبکه STN, به گرفتن آموزش در بخش های روزنامه‌نگاری ادامه داده، به یکی از معدود روزنامه نگاران حرفوی در کشور جنگ زده سومالی گردید.
در سال ۲۰۰۴, عبدی نور در شبکه رادیوی خصوصی رادیو شابیل (Radio Shabelle) که توسط یکی از بازرگانان محلی اداره می‌شد، شروع به کار کرد. در آنجا به عنوان تهیه‌کننده و سردبیر خبر مشغول به کار شد.
در سال ۲۰۰۶، عبدی نور چهار روزنامه‌نگار رادیو شابل را در یک مأموریت یک‌ماهه برای پوشش خشکسالی شدیدی که مناطق جنوب و جنوب غربی کشور را تحت تأثیر قرار می‌دهد، رهبری کرد. پوشش او توجه آژانس‌های کمک رسانی بین‌المللی و جامعه سومالیان ساکن خارج از کشور را به خود جلب کرد و منجر به کمک‌های بشردوستانه برای مردم آسیب دیده از خشکسالی شد.
در سال ۲۰۰۶، عبدی نور همچنین به عنوان سردبیر صفحه انگلیسی شبکه رسانه Shabelle، تنها صفحه انگلیسی با منبع بین‌المللی در سومالی در آن زمان، کار کرد. در همان سال، او شروع به همکاری با خبرگزاری فرانسوی (AFP) کرد. او در حال حاضر به عنوان خبرنگار سومالی برای خبرگزاری فرانسه کار می‌کند.
در سال ۲۰۰۷, عبدی نور با شریک تجارتی خود، رادیو سیمبا را راه اندازی کرد که بیش از ۲ میلیون شنونده در سرار جنوب و مرکز سومالی دارد.
در اواخر سال ۲۰۰۸، عبدی نور هنگام پوشش خبری درگیری بین نیروهای اتیوپی و شورشیان اسلام‌گرا در جنوب موگادیشو، با موتور تصادف کرد. او زانویش شکست و برای جراحی به بیمارستانی در کنیا منتقل شد. در حین بهبودی، یک دوره آموزش آنلاین در بخش روزنامه‌نگاری آزاد را از یکی از موسسه‌های آموزشی در انگلیس را گرفت.
او در سال ۲۰۰۹ برنده جایزه بین‌المللی آزادی مطبوعات از کمیته حمایت از خبرنگاران شد. این جایزه به خبرنگارانی تعلق می‌گیرد که در مقابل حملات، تهدیدها یا زندانی شدن در دفاع از آزادی مطبوعات شجاعت نشان می‌دهند.
عبدی نور در سال ۲۰۰۴ با یک روزنامه‌نگار سابق و فعال حقوق بشر ازدواج کرد. آنها اولین فرزند خود را در سال ۲۰۰۵ به دنیا آوردند و بعداً صاحب دو دختر دیگر شدند. پس از کشته شدن چند تن از دوستان و همکارانش و تهدید خانواده اش، عبدی نور خانواده اش را از موگادیشو بیرون کرده، او خود در موگادیشو ماند و به کار ادامه داد.
مصطفی حاجی عبدی نور، خبرنگار سومالیایی خبرگزاری فرانسه(AFP)، در سال ۲۰۱۰ جایزه بهترین روزنامه‌نگار آفریقایی چند انتخابی CNN را در بخش مطبوعات آزاد دریافت کرد.
در ۱۷ ژوئن ۲۰۱۳، مصطفی حاجی عبدی نور و چهار روزنامه‌نگار دیگر بین‌المللی برای سخنرانی در شورای امنیت دعوت شدند. این اولین بحث در مورد روزنامه‌نگاری در شورای امنیت از زمان تصویب قطعنامه روزنامه‌نگاری به پیشنهاد فرانسه و یونان در سال ۲۰۰۶ بود.